# Ettelbruck
Ettelbruck este un oraș în Luxemburg.

## Personalități născute aici
- Denise Johns (n. 1978), voleibalistă americană.